# Papa Hormisda
Hormisda (em latim: Hormisdas), (Frosinone, 475 - Roma, 6 de agosto de 523) foi o Papa da Igreja Católica de 20 de julho de 514 até 6 de agosto de 523, data da sua morte. É considerado santo pela Igreja Católica e o dia que lhe é dedicado é 6 de agosto.

## Vida
Hormisdas nasceu em Frusino, na era moribunda do Império Romano do Ocidente. Seu nome persa provavelmente foi dado em homenagem a um nobre persa exilado, Hormisda, "celebrado no martirológio romano (8 de agosto), mas não tão honrado no Oriente". Os nomes de seu pai e filho sugerem que ele possuía uma "linhagem italiana simples".  No entanto, de acordo com a Enciclopédia Iranica, ele provavelmente era parente de Hormisda.
Hormisda fora diácono do Papa Símaco, sucedendo-lhe no pontificado. Era casado (ou viúvo) quando de sua eleição, sendo o pai do futuro Papa Silvério (r. 536–537).
Logo teve de enfrentar a grave situação em que estava envolvida a Igreja de sua época, eliminando primeiramente o cisma laurenciano, provocado pelo Antipapa Lourenço (r. 498–515), eleito contra Símaco. Após a retratação dos seguidores de Lourenço, reintegrou-os em sua função e cuidou, em seguida, da conciliação de outro mais grave, o cisma acaciano, que desde 484 separava a Igreja do Oriente de Roma. Acácio, patriarca de Constantinopla, que tinha o apoio de vários bispos, havia sido excomungado pelo Papa Félix III por ter subscrito o Henótico de Zenão, uma fórmula de fé unitária para todos os súditos do Império Bizantino, em que se aceitavam os concílios de Niceia e de Constantinopla, mas se negava o de Concílio de Calcedônia, afirmando o chamado credo niceno-constantinopolitano.
As negociações entre Hormisda e o imperador do oriente, Anastácio I Dicoro, para pôr fim ao cisma fracassaram; só foi possível chegar a um acordo com o sucessor de Anastácio, Justino I, que, com o patriarca João, aceitou e subscreveu a fórmula de fé de Hormisda (Formula Hormisdae) em 519. Por outro lado, foi intensa a atividade de Hormisda no ocidente, onde reorganizou a Igreja da Espanha após a invasão dos visigodos.
Entre as suas decisões, a proibição da compra do cargo de bispo com privilégios e donativos foi marcante, pelo fim da simonia que muitas vezes maculou a própria escolha do Papa. Durante seu pontificado, São Bento fundou a famosa ordem que leva seu nome.

## Calendário cristão
No ano de 525, Hormisda encarregou a Dionísio, o Pequeno, astrônomo de origem cita e abade de um monastério romano, de estabelecer como o primeiro ano da Era Cristã aquele do nascimento de Jesus.
Os cálculos então realizados por Dionísio, como depois se comprovou, erraram por cerca de seis anos por haver equivocadamente datado o reinado de Herodes, o Grande, deduzindo haver Jesus nascido no ano 753 da Fundação de Roma, quando na verdade isto se deu em 748.

## Hagiografia
Santo Enódio, bispo de Pavia, profetizara que o então diácono Hormisda um dia seria Papa. Apesar de pouco se saber sobre a sua vida longe da religião, foi considerado Santo por seus feitos notáveis, trazendo harmonia ante as divisões que ameaçavam a Igreja Romana.
É retratado, na arte, junto a um camelo. É o santo protetor dos tratadores de animais de estrebaria (palafreneiros e cavalariços) e o dia que lhe é dedicado é o 6 de agosto.